# آتوموتیو ایندستریس
آتوموتیو ایندستریس (عبری: תעשיות רכב נצרת עלית, תע"ר‎) شرکت صنایع دفاعی اسرائیلی است، که در سال ۱۹۶۶ تأسیس شد.